# Graham Norton
Graham Norton, född Walker den 4 april 1963 i Clondalkin utanför Dublin, är en irländsk skådespelare, komiker och programledare. Sedan 1998 har Norton sin egen talkshow i brittisk TV som till en början visades på Channel 4 men sedan flyttade till BBC Two och från hösten 2009 visas i BBC One. Namnet på talkshowen har under åren varierat men de senaste åren har Graham Norton Show använts. När Jonathan Ross under juli 2010 valde att lämna BBC för ett rekordkontrakt med ITV så är Graham Norton den som ses som BBC:s främsta talkshow-värd.

## Biografi
Norton föddes i Dublin-förorten Clondalkin, men växte huvudsakligen upp i samhället Bandon i grevskapet Cork. 
Norton har även arbetat med radio och medverkat i filmer och TV-serier. 2007 var han programledare för Eurovision Dance Contest som är den mindre sedda lillasystern till Eurovision Song Contest. I Sverige har han under en kortare period sett på SVT med Channel 4 talkshowen So Graham Norton. I Sverige har några av hans program visats på BBC:s internationella kanaler, BBC Entertainment och BBC Lifestyle. Våren 2009 sändes till exempel Any Dream Will Do med Graham som programledare.
Sedan 2009 har Graham Norton tagit över programledarskapet för de brittiska uttagningarna till Eurovision Song Contest efter pensionerade Terry Wogan. Graham är även BBC:s kommentator under Eurovision Song Contests semifinaler och final sedan samma år och var en av fyra programledare för  Eurovision Song Contest 2023 i Liverpool.

## TV-program
Father Ted, Tv-serie, (1995-98 hysteriskt irriterande präst)
- Carnal Knowledge (TV serie, presentatör) (1996, 27 entimmesprogram)
- Bring Me the Head of Light Entertainment
- So Graham Norton (1998–2002)
- V Graham Norton (2002–2003)
- NY Graham Norton (2004)
- The Graham Norton Effect (2004–2005)
- Graham Norton's Bigger Picture (2005–2006)
- Strictly Dance Fever (2005–2006)
- How Do You Solve A Problem Like Maria? (2006)
- My Lovely Audience (2006)
- The Big Finish (2006–)
- When Will I Be Famous? (2007)
- The Graham Norton Show (2007–)
- Any Dream Will Do (2007)
- The British Academy Television Awards (2007)
- Live Earth (2007)
- Eurovision Dance Contest (2007)
- The One and Only (2008)
- I'd Do Anything (2008)
- Eurovision Dance Contest (2008)
- Your Country Needs You (2009)
- Eurovision Song Contest (kommentator för BBC 2009- )
- Totally Saturday (2009)
- Eurovision Song Contest's Greatest Hits (2015)
- Eurovision Song Contest 2023 (programledare)

## Utmärkelser
- 1999: Gaytime awards – Gay Entertainer of the Year
- 2000: BAFTA – Best Entertainment Performance för So Graham Norton
- 2001: RTS Television Award Best Presenter för So Graham Norton
- 2001: TRIC Award – TV Personality of the Year
- 2001: BAFTA – Best Entertainment Performance för So Graham Norton
- 2002: BAFTA – Best Entertainment Performance för So Graham Norton